# Servas International
Servas International è una rete di ospitalità e un servizio di rete sociale che offre ai soci una piattaforma per organizzare soggiorni, offrire ospitalità e incontrare altri soci su base completamente gratuita. Conta gruppi attivi in più di 130 Paesi.

## Storia
Fondata da Bob Luitweiler in Danimarca nel 1949 come strumento di sostegno al movimento pacifista, all'organizzazione venne dato il nome "Peacebuilders" ("Costruttori di Pace" in inglese) che fu successivamente modificato in Servas, che in esperanto significa "servire".

## Modalità di funzionamento

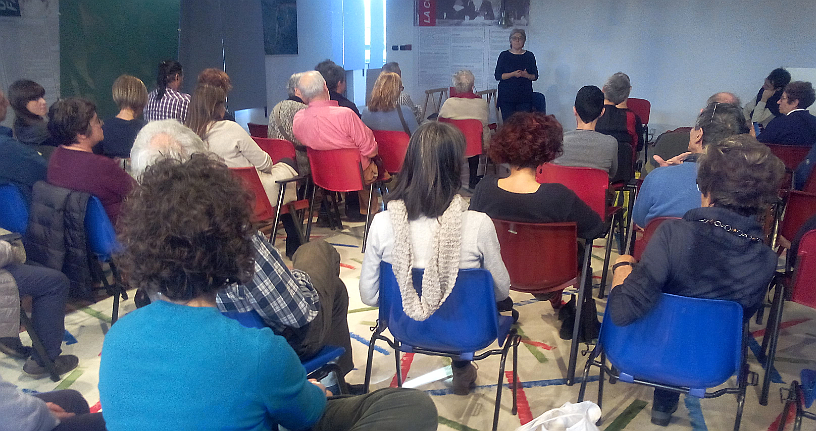
Un'assemblea locale dei soci Servas (Collegno, 2016)

L'associazione comprende le seguenti categorie di soci:
1. "Porte Aperte", che offrono ospitalità e pernottamento;
2. "Day Host", che offrono compagnia e ospitalità, ma non il pernottamento;
3. "Viaggiatori", che ricevono ospitalità[5].

Ogni socio può essere Porta Aperta/Day Host, oppure Viaggiatore, o entrambi.
Per iscriversi a Servas è necessario essere approvati da un rappresentante coordinatore regionale o da un local help dell'associazione tramite un colloquio e pagare una quota annuale che varia per ciascun Paese. Al socio che desidera viaggiare all'estero viene rilasciata una lettera di viaggio (Letter of Introduction o LOI) con la quale si presenterà alle Porte Aperte dei paesi che vuole visitare; ha inoltre a disposizione una lista dei soci di quel Paese per poterli contattare e chiedere ospitalità. L'ospitalità viene data di solito per due giorni, durante i quali si trascorre del tempo insieme per cercare di conoscere la cultura del luogo e le persone che ospitano. Il socio che desidera ospitare verrà contattato da eventuali viaggiatori: se disponibile, si accorderà con essi. L'ospitalità è gratuita.
A livello nazionale e, nei paesi dove essa è più articolata, anche regionale, Servas organizza incontri periodici tra i soci. A livello internazionale, vengono organizzati incontri tra i soci e diverse iniziative sui temi della pace e della nonviolenza, della comunicazione nonviolenta e per i giovani.